# كولومبيا (اسم)

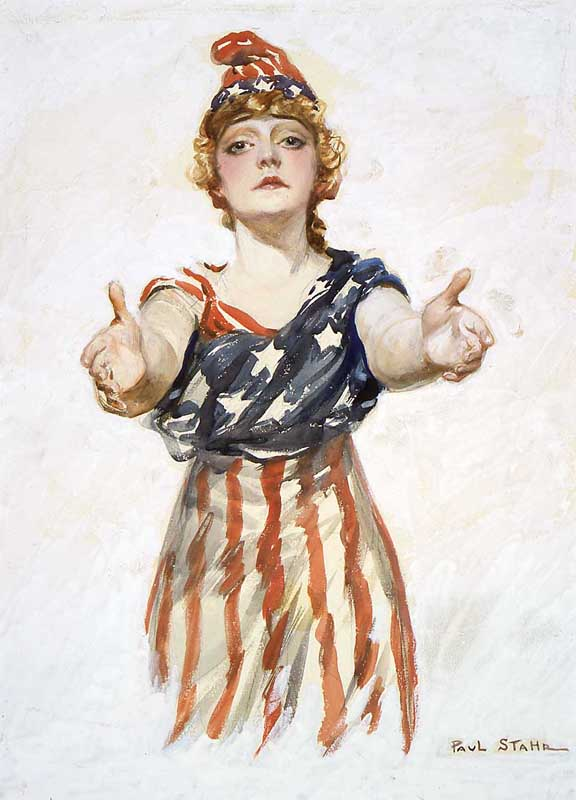
تجسيد للسيدة كولومبيا وهي ترتدي علم الولايات المتحدة وقبعة فريجية. تُستخدم القبعة الفريجية لدليل على الحرية.

كولومبيا هي التجسيد القومي والرومانسي والتاريخي للقارتين الأمريكيتين والولايات المتحدة. أقدم من العم سام، يعود تجسيد الولايات المتحدة بهذه الصورة إلى السنين الأولى في القرن الثامن عشر. ظهرت في كاريكاتورات كثيرة منذ القرن الثامن عشر، غالباً كمدافع عن الفقراء والمهاجرين. إذ غالباً ما تم تصويرها كرمز ناعم، محب وراعي، تجسيداً للقيم الأصلية التي قامت عليها الولايات المتحدة. تراجعت شعبية التجسيد النسائي لأسباب متعددة، منها صعود الحركات النسوية وتبوؤ المرأة موقعاً أكثر تحرراً في المجتمع، وتزايد شعبية تمثال الحرية في نيويورك بحلول العقد الثالث من القرن العشرين. أطلق اسم كولومبيا على كثير من المؤسسات، الأماكن والشركات مثل جامعة كولومبيا ومقاطعة كولومبيا (واشنطن). كما كانت مصدر إلهام للعديد من الأغاني الوطنية الأميركية القديمة.